# Îles Dion
Pour les articles homonymes, voir Dion.
Les îles Dion sont un groupe d'îlots et de rochers situé au large de la côte ouest de la péninsule Antarctique, au nord de la baie de Marguerite et au sud-ouest de l'île Adélaïde.
Elles furent nommées ainsi lors de la Seconde expédition Charcot (1908-1910) de Jean-Baptiste Charcot en l'honneur du marquis Jules-Albert de Dion qui offrit à l'expédition trois traîneaux à moteur et divers équipements produits par sa société De Dion-Bouton.
Les îles sont protégées et sont connues pour héberger une nombreuse faune, notamment une colonie de Manchots empereurs,.